# Perro de montaña de Formosa
Perro de montaña de Formosa, es una raza canina, variedad local de perros de tamaño medio o pequeño originarios de Taiwán.
Conocido con poca exactitud por varios nombres como Taiwanés (en chino tradicional, 臺灣犬), Perro nativo de Taiwán (en chino tradicional, 臺灣土狗) o Perro de Takasago (en chino tradicional, 高砂犬), se trata de un perro muy bien adaptado al terreno forestal irregular y duro de la isla, habiéndose convertido en raza semisalvaje anterior a la llegada del colonialismo y fuerzas extranjeras. 
Sin perjuicio de estas adaptaciones, los Formosans han retenido el potencial de ser entrenados, utilizándose hoy en día como perros de caza, guardianes, acrobáticos, de rescate y de compañía  Los Formosans son clasificados en tres tipo: tamaño mediano, tamaño pequeño y el tamaño grande.
En cualquier caso, el purasangre, está cerca de la extinción debido al escaso esfuerzo de conservación del pueblo taiwanés y su gobierno. Se utiliza el término Perro nativo (en chino tradicional, 土狗) comúnmente para indicar que el ejemplar desciende del perro de montaña de Formosa con otras razas. Por otra parte, se suele confundir con el llamado Perro nativo de Taiwán (en chino tradicional, 台灣土狗).